# Filippo Giorgi
Filippo Giorgi (Sulmona, 1959) è un climatologo italiano.

## Biografia
Ha fatto parte dal 2002 al 2008, quale unico scienziato italiano, dell'organo esecutivo (Bureau) del Intergovernmental Panel on Climate Change (IPCC, Comitato Intergovernativo sui Cambiamenti Climatici), organizzazione vincitrice del Premio Nobel per la pace 2007 insieme ad Al Gore. Nel 2018 ha ottenuto la medaglia Alexander von Humboldt della European Geosciences Union (EGU) per il suo contributo al progresso della scienza nei paesi in via di sviluppo. 

### Studi
Filippo Giorgi si è laureato in fisica nel 1982 presso l'Università dell'Aquila, con una tesi in Fisica dell'atmosfera, relatore Guido Visconti. Ha successivamente ottenuto il Ph.D. nel 1986 presso la School of Geophysical Sciences del Georgia Institute of Technology di Atlanta, Stati Uniti, supervisori W. L. Chameides and R. E. Dickinson.

### Carriera
Terminato il dottorato, ha ottenuto una borsa post-dottorato e poi un posto di ricercatore presso il National Center for Atmospheric Research (NCAR) di Boulder, in Colorado, dove è rimasto fino al 1998. Si è quindi spostato al Centro Internazionale di Fisica Teorica (ICTP) di Trieste, dove è stato nominato direttore della sezione di Clima e Fisica Meteorologica, poi divenuta sezione di Fisica della Terra. Ha contribuito alla stesura dei primi cinque rapporti IPCC sui cambiamenti climatici ed i loro impatti, e dal 2002 al 2008 è stato vice direttore del gruppo di lavoro n° 1 (fisica dei cambiamenti climatici) del Comitato Intergovernativo sui Cambiamenti Climatici (IPCC). Si occupa di modellistica climatica, soprattutto a scala regionale, interazioni fra clima e chimica dell'atmosfera e interazioni fra clima e biosfera. È autore o coautore di oltre 370 articoli in riviste scientifiche internazionali ed è inserito nella lista del 2001 degli autori più citati (top 0.1%) nel campo delle scienze geofisiche. Nel 2020, uno studio della Stanford University pubblicato sulla rivista PLOS Biology lo ha collocato all'undicesimo posto (su 54940) fra gli scienziati più influenti nel campo della Meteorologia e Fisica dell'Atmosfera. Nel 2018 ha pubblicato un libro divulgativo sui cambiamenti climatici edito dalla FrancoAngeli ed intitolato "L'uomo e la farfalla. Sei domande su cui riflettere per comprendere i cambiamenti climatici". Nel 2024 ha pubblicato il suo primo romanzo intitolato "I Cavalieri Erranti del Pianeta. La Sindrome dei Colori Perduti" edito dalla Jacopo Lupi Editore.